# Hurel-Dubois HD-34
Dimensions
Les Hurel-Dubois sont une famille d'avions qui ont en commun une aile haute à très grand allongement. Après le HD-10, prototype monomoteur monoplace seront étudiés les bimoteurs HD-31, HD-32, HD-321 et HD-34.

## Histoire
Le Hurel-Dubois HD-34 est un avion civil français construit par la société Hurel-Dubois en 1956. C'est un bimoteur monoplan contreventé à train tricycle dont seule la roue avant est escamotable.
Le 5 aout 1955 l'Institut géographique national français  signe une première commande pour quatre appareils spécialement équipés avec un poste d'observation vitré à l'avant et des logements pour le matériel photographique. La grande dérive est complétée par deux petites dérives placées vers l’extrémité du plan fixe de profondeur et dépassant en haut et en bas de ce plan fixe.
Il fait son premier vol le 26 février 1957. Piloté par André Moynet, rétabli de son accident à Rio de Janeiro avec un des Hurel-Dubois HD-321, l'avion vole 40 minutes avec Georges Marchandeau en copilote, Édouard Vidal en ingénieur navigant, André Bouthonnet en ingénieur d'essais et le radio navigant Pierre Beuvin.
Après évaluation de l'avion et malgré un plafond pratique limité à 6400 m alors qu'il était demandé 7000 m, l'IGN augmente sa commande à huit exemplaires. Ce sera la seule commande de série livrée par Hurel-Dubois pour toute la famille d'avions bimoteurs à grand allongement.
Le vol de réception du huitième et dernier HD-34, aussi piloté par Georges Marchandeau a lieu le 13 mars 1959.
Les huit exemplaires livrés sont utilisés pour les relevés cartographiques par photographie aérienne. Ils remplacent les Forteresses volantes B-17 utilisées auparavant.
Son originalité est son aile haute très fine et à grand allongement qui lui permettait des vols de longue durée avec une grande stabilité ainsi que des caractéristiques de décollage et atterrissage courts (ADAC). Il était surnommé le « coupe-papier ».
Il fut largement utilisé pour les missions outre-mer et selon les appareils de prise de vue emportés, il pouvait effectuer trois types de missions :
- charge photographique de 2 600 kg sur un parcours de 1 200 km à une vitesse de 200 km/h à 3 000 m.
- charge photographique de 2 600 kg sur un parcours de 1 600 km à une vitesse de 280 km/h à 5 000 m.
- charge photographique de 850 kg sur un parcours de 1 600 km à une vitesse de 250 km/h à 7 000 m.

Retirés du service en 1985, ils ont été remplacés par des Falcon 20 et par des Beechcraft 200T Super King Air.

## Postérité
Sur huit exemplaires construits, au moins trois sont parvenus jusqu'à nous : le no 1, immatriculé F-BHOO puis F-AZNH, est classé monument historique depuis décembre 2008 et conservé au musée de l'aviation de Melun-Villaroche ; le no 4, immatriculé F-BICR et conservé au musée de l'Air et de l'Espace, ainsi que le no 8, immatriculé F-BICV et stationné en plein air sur le terrain de Creil.

## Articles liés
- Hurel-Dubois HD-10, prototype monomoteur monoplace,
- Hurel-Dubois HD-31,
- Hurel-Dubois HD-32,
- Hurel-Dubois HD-321,